# Valentin Schweiger
Pour les articles homonymes, voir Schweiger.
Valentin Schweiger (né le 14 février 1900 à Oberkirch et mort le 1er janvier 1990 à Emmendingen) est un enseignant et homme politique allemand (NSDAP, SPD). 

## Biographie
Schweiger étudie à l'école primaire d'Oberkirch jusqu'en 1914 et travaille ensuite comme journalier. En 1918, il devient soldat peu de temps avant la fin de la Première Guerre mondiale. Après la fin de la guerre, il rejoint les Freikorps Lichtschlag. En 1920, il est devient mineur dans la région de la Ruhr et étudie également à une école du soir. En 1927, il obtient l'Abitur, puis étudie à un institut de formation des enseignants à Karlsruhe. N'ayant pas trouvé de travail en tant qu'instituteur, il travaille comme enseignant à domicile et comme enseignant auxiliaire. Le 1er mai 1937, Schweiger rejoint le NSDAP avec le numéro de membre 4.711.733 et obtient par la suite la même année un poste de professeur unique à Sägendobel. En 1940, il reçoit la médaille du Mur de l'Ouest et en 1945 la croix de fer IIe classe. En 1950, il devient professeur principal à Eringen et en 1953 maître de conférence au lycée de Fribourg. 
En 1948, Schweiger rejoint le SPD. De 1952 à 1956, il est président du SPD à Fribourg. En 1956, son parti le nomme deuxième candidat dans la circonscription de Fribourg-Campagne pour les élections régionales de Bade-Wurtemberg. Quatre ans plus tard, il est le premier candidat et est élu au Landtag, où il est membre pendant deux législatures jusqu'en 1968. De 1969 à 1975, il est bourgmestre de Horben . 
Schweiger est également impliqué dans les syndicats. Avant 1933, il est représentant des jeunes enseignants au sein de l'association des enseignants de Baden. Après la Seconde Guerre mondiale, il devient membre de la Gewerkschaft Erziehung und Wissenschaft (GEW). De 1963 à 1968, il est président de l'association régionale GEW pour le sud de Baden, puis président honoraire. 
Schweiger est fait officier de l'ordre du Mérite de la République fédérale d'Allemagne en 1969 et la médaille d'argent de la ville de Fribourg en 1980. 
Valentin Schweiger est marié et a quatre enfants. 

## Littérature
- Renate Liessem-Breinlinger in Baden-Württembergische Biographien Band 2. Stuttgart 1999,  (ISBN 3-17-014117-1).